# Multia
Multia è un comune finlandese di 1477 abitanti, situato nella regione della Finlandia Centrale.